# 음력 7월 6일
음력 7월 6일은 음력 7월의 6번째 날이다.

## 사건
- 1987년 - 오대양 집단 자살 사건 발생.
- 2000년 - 남한 46개 언론사 사장단, 김정일 북한 국방위원장 초청으로 방북.
- 2014년 - 중화민국 가오슝시 첸전구에서 가스 누출 연쇄 폭발 사고가 나 15명이 사망하고 200여명이 부상당하였다.

## 문화
- 1976년 -
  - 제21회 몬트리올 올림픽서 레슬링 선수 양정모, 해방 후 첫 올림픽 금메달 획득.
  - 대한민국, 김해국제공항 개항.
- 2010년 - 광화문이 일반 시민에게 공개됨.
- 2014년 - 경기도 고양시 인구 100만 돌파.

## 탄생
- 1972년 - 대한민국의 방송인 유재석.
- 1993년 - 대한민국의 가수 혜린 (EXID).
- 2000년 -
  - 대한민국의 배우 정지우.
  - 대한민국의 배우 조아람.
- 2001년 -
  - 대한민국의 수영 선수 김우민.
  - 대한민국의 축구 선수 이강희.

## 같이 보기
- 음력 360일: 1월 2월 3월 4월 5월 6월 7월 8월 9월 10월 11월 12월
- 전날: 7월 5일 다음날: 7월 7일 - 전달: 6월 6일 다음달: 8월 6일
- 양력: 7월 6일
- 음력, 윤달